# 城巴15線

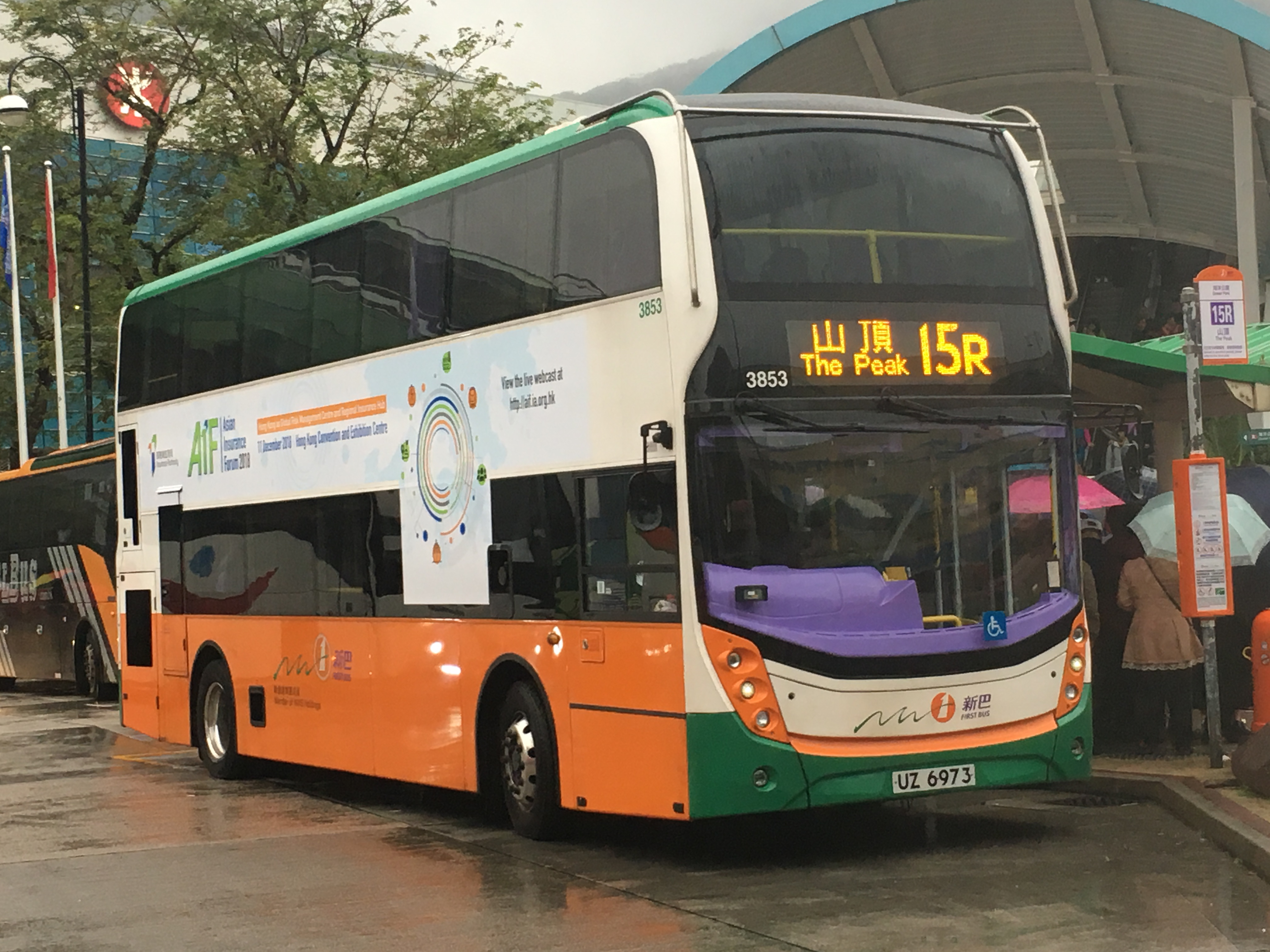
已取消的新巴15R線

城巴15線是香港城巴營運的一條香港島巴士路線，來往中環碼頭及山頂，主要途經皇后大道東、司徒拔道、山頂道，另外平日早上至黃昏會繞經僑福道及文輝道。前新巴至現時的城巴將此路線包裝為「山頂探索號 Peak Explorer」，將探索者及旅客帶到極具標誌性的太平山頂，俯瞰香港的天際景色。
城巴X15線是城巴營運的臨時巴士路線，來往中環（天星碼頭）至山頂，經金鐘，在2019年4月23日起臨時提供服務，以配合山頂纜車因發展計劃而暫停服務。不過，當山頂纜車完成工程重新服務後，該路線仍繼續服務。

## 歷史
- 1960年7月1日：投入服務，初時來往中環（統一碼頭）及山頂，由中華巴士營辦。
- 1972年9月11日：遷往中環總站，現址即恒生銀行總行大廈對面。
- 1974年10月14日：配合香港政府增加泊車收費以鼓勵駕駛私家車市民改乘巴士，平日早上至黃昏繞經僑福道及文輝道。
- 1985年2月1日：遷往交易廣場巴士總站。
- 1995年8月16日：加入單層空調巴士行走。
- 1995年9月8日（農曆八月十四中秋節迎月夜）：由於本線在臨近收車時間（當時山頂尾車為23:45）無故脫班，令400名於山頂賞月的民眾滯留，警方要出動大卡車接載民眾下山，一眾乘客翌日早上致電名嘴鄭經翰主持的電台烽煙節目《風波裡的茶杯》投訴，令本線成為當時的新聞焦點，引起港府有關部門的不滿。當時的運輸署署長任關佩英更首次引用《公共巴士服務條例》，於翌年7月判中巴罰款8000元[4]。
- 1998年9月1日：中華巴士專營權結束，改由新世界第一巴士接辦。
- 2000年：改為全空調服務。
- 2006年11月12日：配合中環天星碼頭由愛丁堡廣場遷往民光街，每日1000後之班次改由中環5號碼頭開出。[5][6]
- 2018年8月31日：增設實時抵站時間查詢服務。
- 2018年11月17日：15R線開辦，試辦3個月至2019年2月17日止。[7]
- 2019年2月27日：15R線的試辦期再延長至2019年3月10日，最後因需求極低而於3月16日取消服務。[8]
- 2019年4月23日：配合山頂纜車發展計劃第一階段，X15線開辦。[9]
- 2019年5月1日至5日：因應山頂纜車暫停服務，X15R線臨時開辦，在這幾天的11:00至19:00開出七班，每60分鐘一班。[10]
- 2019年5月6日：X15R線繼續服務，但改為每日只開17:00、18:00、19:00三班車。[11]
- 2019年6月10日：15線改為星期一至六由中環開出15:30前及由山頂開出16:00前的班次，繞經僑福道及文輝道。[12]
- 2020年1月13日：X15R線取消服務；X15線的總站由金鐘（西）遷至中環六號碼頭，經金鐘，只在星期六、日及公眾假期下午至晚上服務。[13]
- 2020年4月10日至9月30日：因應2019冠狀病毒病疫情引致乘客量下降，X15線暫停服務。[14][15][16]
- 2021年6月28日：配合山頂纜車發展計劃第二階段，X15線再度改為每天服務。[17]
- 2021年11月5日，因山頂道近甘道段水管爆裂導致山泥傾瀉，山頂道介乎白加道與馬己仙峽道之間的一段及甘道近馬己仙峽道的一段道路實施單線雙程行車措施，重型車輛不能行駛，X15號線暫停服務至11月6日下午2時，此後使用單層巴士提供往來中環渡輪碼頭至山頂的有限度服務，甚至需從城巴借調車輛；15線則只從中環渡輪碼頭運行至灣仔峽道後折返[18]。
- 2021年12月18日：X15線往山頂方向於告士打道後改經維園道、銅鑼灣天橋，再返回告士打道及堅拿道天橋原線，並增設內告士打道「百德新街」站。
- 2022年8月27日：因應山頂纜車重新投入服務，X15線當天大幅削減至星期六、日及公眾假期來回各開出1班，同時往山頂方向不經金鐘站（西）巴士總站。[19]
- 2022年12月19日：15線往山頂方向頭班車提早至06:10開出。[20]
- 2023年6月19日：15線往山頂方向頭班車提早至06:00開出。[21]
- 2023年7月1日：因應新巴城巴合併，本線改由城巴接辦。

## 服務時間及班次
15
| 中環開              | 中環開                     | 中環開                     | 中環開      | 山頂開           | 山頂開                     | 山頂開                     | 山頂開      |
| 日期                | 服務時間                   | 班次（分鐘）               | 起點站      | 日期             | 服務時間                   | 班次（分鐘）               | 終點站      |
| ------------------- | -------------------------- | -------------------------- | ----------- | ---------------- | -------------------------- | -------------------------- | ----------- |
| 星期一至五          | 06:00-07:00                | 15                         | 交易廣場    | 星期一至五       | 06:30                      | 06:30                      | 交易廣場    |
| 星期一至五          | 07:12、07:25、07:38、07:50 | 07:12、07:25、07:38、07:50 | 交易廣場    | 星期一至五       | 06:55-08:55                | 20                         | 交易廣場    |
| 星期一至五          | 08:00-09:00                | 12                         | 交易廣場    | 星期一至五       | 09:10-10:10                | 20                         | 中環5號碼頭 |
| 星期一至五          | 09:15、09:32、09:52        | 09:15、09:32、09:52        | 交易廣場    | 星期一至五       | 10:10-11:10                | 15                         | 中環5號碼頭 |
| 星期一至五          | 10:00-11:00                | 12                         | 中環5號碼頭 | 星期一至五       | 11:10-12:00                | 12                         | 中環5號碼頭 |
| 星期一至五          | 11:00-12:00                | 10                         | 中環5號碼頭 | 星期一至五       | 13:10-15:00                | 10                         | 中環5號碼頭 |
| 星期一至五          | 12:00-13:00                | 12                         | 中環5號碼頭 | 星期一至五       | 15:12、15:24、15:40、15:55 | 15:12、15:24、15:40、15:55 | 中環5號碼頭 |
| 星期一至五          | 13:00-14:00                | 10                         | 中環5號碼頭 | 星期一至五       | 16:10-16:36                | 13                         | 中環5號碼頭 |
| 星期一至五          | 14:00-16:00                | 12                         | 中環5號碼頭 | 星期一至五       | 16:48、17:00               | 16:48、17:00               | 中環5號碼頭 |
| 星期一至五          | 16:13、16:26、16:40        | 16:13、16:26、16:40        | 中環5號碼頭 | 星期一至五       | 17:10-17:58                | 12                         | 中環5號碼頭 |
| 星期一至五          | 16:55-18:35                | 20                         | 中環5號碼頭 | 星期一至五       | 17:58-19:08                | 15/20                      | 中環5號碼頭 |
| 星期一至五          | 18:35-18:50                | 15                         | 中環5號碼頭 | 星期一至五       | 19:28、19:45               | 19:28、19:45               | 中環5號碼頭 |
| 星期一至五          | 18:50-23:50                | 20                         | 中環5號碼頭 | 星期一至五       | 20:00-20:24                | 12                         | 中環5號碼頭 |
| 星期一至五          | 00:15                      | 00:15                      | 中環5號碼頭 | 星期一至五       | 20:39、20:54               | 20:39、20:54               | 中環5號碼頭 |
|                     |                            |                            |             | 星期一至五       | 21:10-00:30                | 20                         | 中環5號碼頭 |
| 01:00               |                            |                            |             | 星期一至五       |                            |                            | 中環5號碼頭 |
| 星期六              | 06:00-07:20                | 20                         | 交易廣場    | 星期六           | 06:30                      | 06:30                      | 交易廣場    |
| 星期六              | 07:20-08:20                | 12                         | 交易廣場    | 星期六           | 06:55-08:55                | 20                         | 交易廣場    |
| 星期六              | 08:20-09:08                | 16                         | 交易廣場    | 星期六           | 09:10、09:25、09:39、09:53 | 09:10、09:25、09:39、09:53 | 中環5號碼頭 |
| 星期六              | 09:08-09:44                | 18                         | 交易廣場    | 星期六           | 10:06-10:42                | 12                         | 中環5號碼頭 |
| 星期六              | 09:56-16:06                | 10                         | 中環5號碼頭 | 星期六           | 10:42-10:51                | 9                          | 中環5號碼頭 |
| 星期六              | 16:06-20:18                | 7-9                        | 中環5號碼頭 | 星期六           | 10:51-17:01                | 10                         | 中環5號碼頭 |
| 星期六              | 20:18-21:42                | 12                         | 中環5號碼頭 | 星期六           | 17:01-20:57                | 7/8                        | 中環5號碼頭 |
| 星期六              | 21:42-21:55                | 13                         | 中環5號碼頭 | 星期六           | 20:57-21:06                | 9                          | 中環5號碼頭 |
| 星期六              | 21:55-22:55                | 15                         | 中環5號碼頭 | 星期六           | 21:06-22:42                | 12                         | 中環5號碼頭 |
| 星期六              | 22:55-00:15                | 20                         | 中環5號碼頭 | 星期六           | 22:42-22:55                | 13                         | 中環5號碼頭 |
|                     |                            |                            |             | 星期六           | 22:55-23:55                | 15                         | 中環5號碼頭 |
| 00:15、00:35、01:00 |                            |                            |             | 星期六           |                            |                            | 中環5號碼頭 |
| 星期日及公眾假期    | 06:00-07:20                | 20                         | 交易廣場    | 星期日及公眾假期 | 06:45                      | 06:45                      | 交易廣場    |
| 星期日及公眾假期    | 07:20-08:12                | 13                         | 交易廣場    | 星期日及公眾假期 | 07:05-08:05                | 15                         | 交易廣場    |
| 星期日及公眾假期    | 08:12-09:57                | 7/8                        | 交易廣場    | 星期日及公眾假期 | 08:05-08:57                | 13                         | 交易廣場    |
| 星期日及公眾假期    | 10:00、10:06               | 10:00、10:06               | 中環5號碼頭 | 星期日及公眾假期 | 09:10、09:18、09:26、09:34 | 09:10、09:18、09:26、09:34 | 中環5號碼頭 |
| 星期日及公眾假期    | 10:12-19:11                | 7                          | 中環5號碼頭 | 星期日及公眾假期 | 09:43-20:20                | 7                          | 中環5號碼頭 |
| 星期日及公眾假期    | 19:11-19:20                | 9                          | 中環5號碼頭 | 星期日及公眾假期 | 20:20-20:50                | 10                         | 中環5號碼頭 |
| 星期日及公眾假期    | 19:20-20:00                | 10                         | 中環5號碼頭 | 星期日及公眾假期 | 20:50-22:50                | 15                         | 中環5號碼頭 |
| 星期日及公眾假期    | 20:00-22:00                | 15                         | 中環5號碼頭 | 星期日及公眾假期 | 22:50-00:30                | 20                         | 中環5號碼頭 |
| 星期日及公眾假期    | 22:00-23:20                | 20                         | 中環5號碼頭 | 星期日及公眾假期 | 01:00                      | 01:00                      | 中環5號碼頭 |
| 星期日及公眾假期    | 23:45、00:15               |                            | 中環5號碼頭 |                  |                            |                            |             |

- 有橙色字班次為不經僑福道及文輝道

X15
- 星期六、日及公眾假期：
  - 中環5號碼頭開：10:00
  - 山頂開：18:00
- X15服務時間及班次會因應需求而作出調整

## 收費
15
全程：$13
中環開
| 落車站＼上車站 | 灣仔峽道 或之前 | 山頂 或之前 |
| -------------- | --------------- | ----------- |
| 中環5號碼頭起  | $9.8^           | $13         |
| 灣仔峽道起     | 不適用          | $9.8        |

- 有 ^ 之收費必須以八達通／二維碼繳付，並須於下車前再次確認八達通／二維碼方可享有此優惠。

山頂開
| 落車站＼上車站 | 灣仔峽道 或之前 | 中環5號碼頭 或之前 |
| -------------- | --------------- | ------------------ |
| 山頂起         | $9.8^           | $13                |
| 灣仔峽道起     | 不適用          | $9.8               |
| 寶雲道起       | 不適用          | $7.4               |
| 香港華仁書院起 | 不適用          | $4.9               |

- 有 ^ 之收費必須以八達通／二維碼繳付，並須於下車前再次確認八達通／二維碼方可享有此優惠。

X15
全程：$16.8
| - 本線設有12歲以下小童及65歲或以上長者半價優惠。 - 65歲或以上香港居民使用「樂悠咭」，以及12歲以下合資格殘疾兒童使用「殘疾人士身份」個人八達通繳付車資，均可享有每程$2.0或半價（以較低者為準）的票價優惠；12至64歲合資格殘疾人士使用「殘疾人士身份」個人八達通（包括「樂悠咭」），以及60至64歲香港居民使用「樂悠咭」繳付車資，均可享有每程$2.0或全費（以較低者為準）的票價優惠。 - 65歲或以上長者如使用長者或一般個人八達通繳付車資，則只可享有半價優惠；12至64歲合資格殘疾人士如不使用「殘疾人士身份」個人八達通，以及60至64歲人士如不使用「樂悠咭」繳付車資，必須繳付全費。 - 乘客可以現金或八達通於上車時付款，不設找續。 - 每位成人乘客可免費攜帶最多兩名4歲以下而不佔座位的兒童乘客乘車，超額之4歲以下小童必須繳付小童車費乘車。 - 九龍巴士、城巴及龍運巴士全職員工及家屬（不包括外判職員）可免費乘搭本路線，惟必須拍職員或職員家屬八達通。 - 乘客亦可使用AlipayHK「易乘碼」、支付寶、 WeChatHK／微信支付「搭車碼」、銀聯雲閃付「乘車碼」及BOC Pay「乘車碼」、具有感應式支付功能的VISA、Mastercard及銀聯卡，以及Apple Pay、Google Pay及Samsung Pay流動支付平台繳付車資。使用此支付方式的乘客可享有中途下車之分段收費，以及與其他城巴獨營路線或聯營線城巴班次之轉乘優惠，惟不適用於與非城巴路線之轉乘優惠。使用此支付方式的乘客亦不能享有「公共交通費用補貼計劃」及「長者及合資格殘疾人士公共交通票價優惠計劃」。 - 此路線接受以AlipayHK「易乘碼」及銀聯雲閃付「乘車碼」繳付車資。使用此等付款方式將只可享有其他同樣接受此付款方式的城巴路線或聯營路線之城巴班次的轉乘優惠，亦不能受惠於劃一$2票價優惠及公共交通費用補貼計劃。 |

### 八達通轉乘優惠
乘客登上本線後指定時間內以同一張八達通卡轉乘以下路線，或從以下路線登車後指定時間內以同一張八達通卡轉乘本線，次程可獲車資折扣優惠：
15←→赤柱路線
- 15往中環 → 6往赤柱，次程車資全免，轉乘時限為90分鐘
- 15往中環 → 66往馬坑，次程可獲$1折扣優惠，轉乘時限為90分鐘
- 6往中環 → 15山頂，回贈首程車資，轉乘時限為120分鐘
- 66往中環 → 15山頂，次程可獲$1折扣優惠，轉乘時限為120分鐘

15←→10、720、722、789，轉乘時限為120分鐘
- 15往中環 → 10、720、722或789往東區，次程車資全免，祇適用於皇后大道東之前登上首程車的乘客
- 10往堅尼地城、789往金鐘、720或722往中環 → 15往山頂，回贈首程車資

15←→A11
- 15往中環 → A11往機場，次程可獲$5.7折扣優惠，轉乘時限為90分鐘
- A11往北角碼頭 → 15往山頂，次程可獲$5.7折扣優惠，轉乘時限為120分鐘

## 用車限制
由於途經的司徒拔道和山頂道狹窄多彎，無法使用長過11米的巴士，也因為需要途經橋底只有4.1米的加列山道天橋（又稱渣甸橋）的橋底。渣甸橋於1912年啟用，是具殖民地風格建築的早期行車天橋之一，雖然已成為香港的古蹟，但一直以來都沒有被評級。由於建造時沒有預計有雙層巴士途經，長久以來亦沒有計劃重建，導致本線在用車方面受到很大限制，都是以車身長度不長於11米，且高度不高於4.2米的巴士為主。
- 最初使用的雙層巴士為由單層巴士改裝而成的矮身佳牌阿拉伯五型（Guy Arab Mk V），車隊編號為LS，其中S表示矮車身。
- 1979年，中巴訂購了30輛裝上亞歷山大車身的短陣利蘭珍寶雙層巴士（車隊編號SF），取其車身矮的特點（車身高4.2米），方便行走本路線的路面。香港第一輛丹拿珍寶（SF1/AX6001）曾經行走本線，但是此車的吉拿6LX引擎輸出遜於後期的6LXB，攀斜表現並不理想（山頂總站為港島最高巴士總站，該總站屹立於海拔396米高的山峽上），結果其後便再沒有行走本線。
- 1981年，中巴接收兩輛ECW車身的利蘭奧林匹克樣板車，其中一輛9.5米（BR1/CR4443）曾經於本線行走，但是經過收集數據後，就再沒有行走本線。同年中巴再購入6輛丹尼士統治者（Dennis Dominator，編號為SD），至此一直成為本路線的主力車隊，直至1996年因為零件短缺而退役，珍寶就成為唯一能夠行走本線的雙層巴士。
- 及至空調巴士開始普及，本線於1995年8月16日增派空調巴士行走。由於受到加列山道天橋的高度限制，空調巴士只能派出丹尼士飛鏢巴士（Dennis Dart，編號為DC）行走。[6]
- 由於珍寶巴士年事已高，新巴於2000年特別引入40輛車身長10.3米，高度只有4.17米的丹尼士三叉戟低地台空調巴士（33**）行走本線，特別之處是輪椅人士上落位設於中門，與一般低地台巴士設於前門有所不同。其後在2002年增購20輛同型號巴士（3341-3360）。
- 隨著丹尼士三叉戟年事已高行將退役，因此新巴於2017年5月5日起，加入Enviro400 EURO V（3800-3859）行走。

## 行車路線
15
中環開經：民光街、民耀街、港景街、中環（交易廣場）巴士總站、夏慤道、紅棉路支路、金鐘道、皇后大道東、司徒拔道、（山頂道、僑福道、文輝道、僑福道）及山頂道。
每日10:00前的開出班次不駛經斜體字之路段
星期一至六15:30或之後及假日全日所有班次不駛經括號內之路段
山頂開經：山頂道、（僑福道、文輝道、僑福道、山頂道）、司徒拔道、皇后大道東、金鐘道、皇后大道中、畢打街、康樂廣場、民耀街及民光街。
每日09:10前開出的班次不駛經斜體字之路段
星期一至六16:00或之後及假日全日所有班次不駛經括號內之路段
X15
中環開經：民光街、民耀街、港景街、中環（交易廣場）巴士總站、干諾道中、夏慤道、紅棉路支路、金鐘道、（軍器廠街、天橋、告士打道、堅拿道天橋、黃泥涌道、皇后大道東（西行））、司徒拔道及山頂道。
因應交通情況，部份班次途經金鐘道後改經皇后大道東（東行）前往司徒拔道，不駛經括號內之路段。
山頂開經：山頂道、司徒拔道、皇后大道東、摩理臣山道、禮頓道、堅拿道西、堅拿道天橋、告士打道、夏慤道、紅棉路支路、掉頭、紅棉路支路、琳寶徑、遮打道、昃臣道、干諾道中、康樂廣場、民耀街及民光街。

### 沿線車站
15
| 中環5號碼頭開 | 中環5號碼頭開    | 中環5號碼頭開            | 山頂開     | 山頂開           | 山頂開                   |
| 序號          | 車站名稱         | 位置                     | 序號       | 車站名稱         | 位置                     |
| ------------- | ---------------- | ------------------------ | ---------- | ---------------- | ------------------------ |
| 1^            | 中環5號碼頭      | 中環5號碼頭巴士總站      | 1          | 山頂             | 山頂公共運輸總站         |
| 2^            | 中環（天星碼頭） | 民光街                   | 2          | 加列山道         | 山頂道                   |
| 3             | 中環（交易廣場） | 中環（交易廣場）巴士總站 | 3          | 山頂警署         | 山頂道                   |
| 4             | 大會堂           |                          | 4          | 忌利文道         | 山頂道                   |
| 5             | 金鐘站           | 金鐘道                   | 5          | 僑福道           | 山頂道                   |
| 6             | 太古廣場三座     |                          | 6*         | 僑福閣           | 僑福道                   |
| 7             | 聯發街           | 7*                       | 樂善美道   | 文輝道           |                          |
| 8             | 廈門街           | 8*                       | 文輝道6號  | 文輝道           |                          |
| 9             | 尚翹峰           | 9*                       | 文輝道2號  | 文輝道           |                          |
| 10            | 聖若瑟小學       | 10                       | 馬己仙峽道 | 山頂道           |                          |
| 11            | 肇輝臺           | 司徒拔道                 | 11         | 山頂道           | 山頂道30號               |
| 12            | 司徒拔道休憩處   | 司徒拔道                 | 12         | 灣仔峽道         | 司徒拔道                 |
| 13            | 東山臺           | 司徒拔道                 | 13         | 白璧             | 司徒拔道                 |
| 14            | 港安醫院         | 司徒拔道                 | 14         | 聶歌信山道       | 司徒拔道                 |
| 15            | 松柏新邨         | 司徒拔道                 | 15         | 松柏新邨         | 司徒拔道                 |
| 16            | 白普理小學       | 司徒拔道                 | 16         | 玫瑰新邨         | 司徒拔道                 |
| 17            | 聶歌信山道       | 司徒拔道                 | 17         | 寶雲道           | 司徒拔道                 |
| 18            | 白璧             | 司徒拔道                 | 18         | 紀園             | 司徒拔道                 |
| 19            | 傲璇             | 司徒拔道                 | 19         | 東山臺           | 司徒拔道                 |
| 20            | 灣仔峽道         | 山頂道                   | 20         | 司徒拔道花園     | 司徒拔道                 |
| 21            | 太古大廈         | 山頂道                   | 21         | 肇輝臺           | 司徒拔道                 |
| 22*           | 僑福閣           | 僑福道                   | 22         | 香港華仁書院     | 皇后大道東               |
| 23*           | 樂善美道         | 文輝道                   | 23         | 胡忠大廈         | 皇后大道東               |
| 24*           | 文輝道6號        | 文輝道                   | 24         | 聯發街           | 皇后大道東               |
| 25*           | 文輝道2號        | 文輝道                   | 25         | 太古廣場三座     | 皇后大道東               |
| 26            | 僑福道           | 山頂道                   | 26         | 太古廣場         | 金鐘道                   |
| 27            | 忌利文道         | 山頂道                   | 27         | 中銀大廈         | 金鐘道                   |
| 28            | 山頂警署         | 山頂道                   | 28         | 畢打街           | 畢打街                   |
| 29            | 加列山道         | 山頂道                   | @          | 中環（交易廣場） | 中環（交易廣場）巴士總站 |
| 30            | 山頂             | 山頂公共運輸總站         | 29^        | 國際金融中心二期 | 民耀街                   |
|               |                  |                          | 30^        | 中環5號碼頭      | 中環5號碼頭巴士總站      |

註：

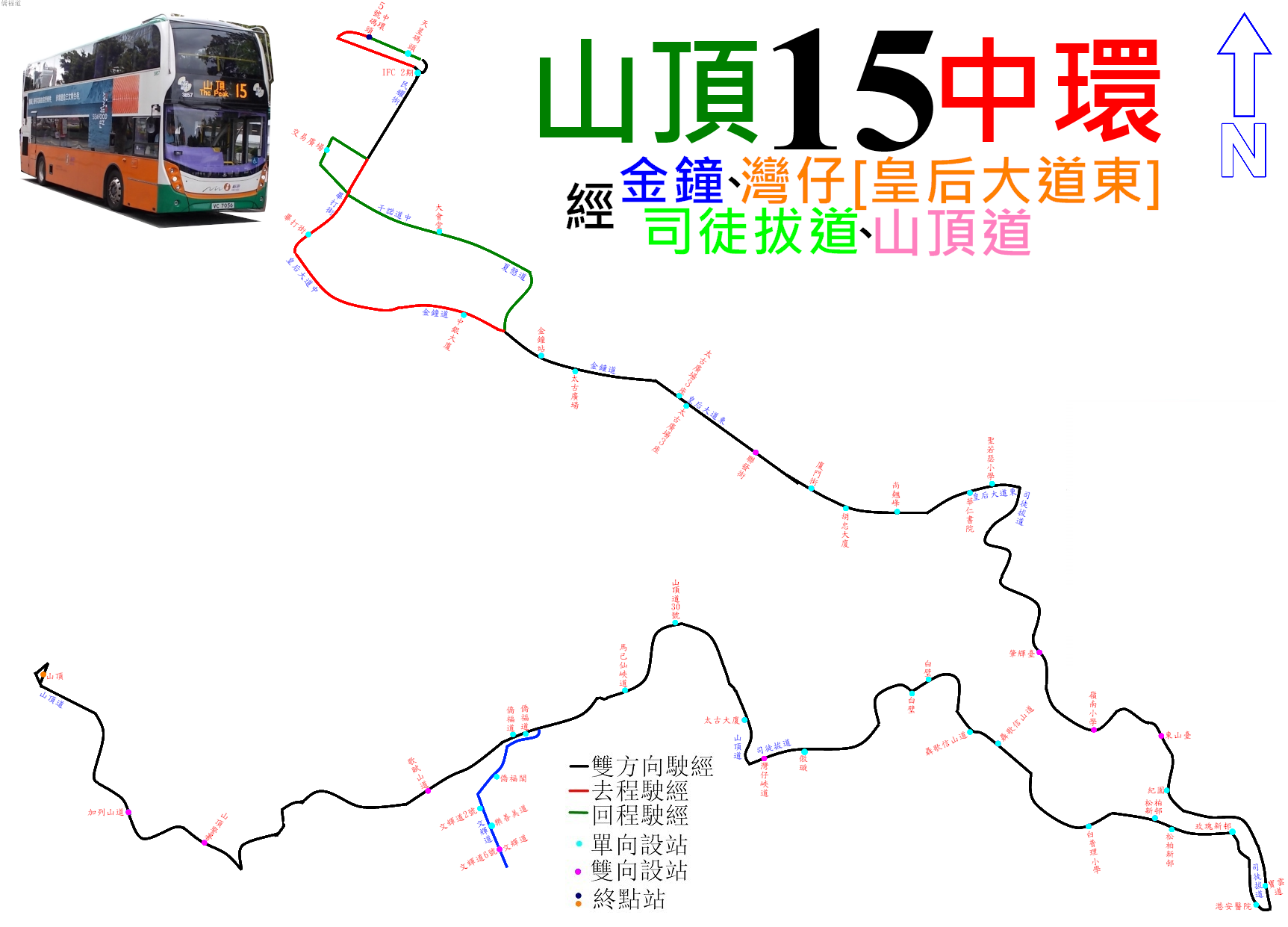
本線的走線圖

1. 每日10:00前由中環開出的班次及每日09:10前由山頂開出的班次，不停靠有 ^ 號之車站，以有 @ 號之車站為終點站。
2. 星期一至六15:30或之後由中環開出、星期一至六16:00或之後由山頂開出及假日全日所有班次不停靠有 * 號之車站。

X15
| 中環（天星碼頭）開 | 中環（天星碼頭）開 | 中環（天星碼頭）開       | 山頂 | 山頂             | 山頂             |
| 序號               | 車站名稱           | 位置                     | 序號 | 車站名稱         | 位置             |
| ------------------ | ------------------ | ------------------------ | ---- | ---------------- | ---------------- |
| 1                  | 中環（天星碼頭）   | 民光街                   | 1    | 山頂             | 山頂公共運輸總站 |
| 2                  | 中環（交易廣場）   | 中環（交易廣場）巴士總站 | 2    | 堅拿道西         | 堅拿道西         |
| 3                  | 金鐘站             | 金鐘道                   | 3    | 海富中心         | 夏慤道           |
| 4                  | 百德新街           | 告士打道                 | 4    | 皇后像廣場       | 干諾道中         |
| 5                  | 山頂               | 山頂公共運輸總站         | 5    | 國際金融中心二期 | 民耀街           |
|                    |                    |                          | 6    | 中環（天星碼頭） | 民光街           |

## 小資料
- 本路線是港島唯一一條兩邊總站均在同一區（中西區），但需經其他區（灣仔區）往來的專利巴士路線，亦是唯一每日全日服務山頂的路線。由於山頂纜車服務不足以應付到太平山遊覽的人潮，所以本線在週末及假日仍然經常客滿。
- 如不計及特別或特快路線，本線收費為全港島最高。本線也曾經是新巴營運的所有路線中，收費最高的常規非過海路線，但這個紀錄由2010年10月10日起被往來調景嶺至沙田的新巴798線打破。
- 部份行走本路線的丹尼士三叉戟三型10.3米（33XX）曾貼上宣傳本路線的廣告，更採用簡體字，吸引內地遊客乘搭。
- 本線的巴士駛入文輝道後，由於該道路是一條掘頭路，車輛駛到盡頭後須要倒頭才可以離開，但受到周遭建築物的限制，該道路不能提供足夠大型車輛倒頭的空間，因此巴士需要倒車才能掉頭，是少數需要中途倒車掉頭的巴士路線之一。
- 新巴在本線以短身珍寶SF為主力時，曾經在2輛巴士SF8和SF31上髹上宣傳廣告，以宣傳本線的服務，其中SF31（CE2543）已經被英國收藏家收購並運返英國保存。[6]
- 當山頂纜車暫停服務期間，本路線來回程會繞經紅棉路及花園道，並於花園道近纜車站對出設臨時巴士站。
- 2011年10月11日，本線與另外兩條九巴路線－－64K及87D，獲美國CNNGo的香港記者專題介紹[23]。

## 外部連結
- 新巴15線官方路線資料 （页面存档备份，存于）
- 官方特別路線資料 （页面存档备份，存于）
- 新巴15線路線圖 （页面存档备份，存于）
- 新巴15線詳細時間表 （页面存档备份，存于）